# مهندسی ژئوتکنیک

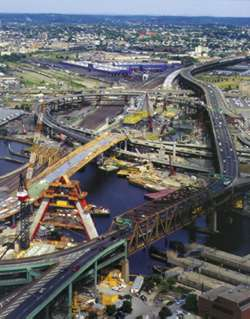
چالش‌های ژئوتکنیک معروف به Big Dig شهر بوستون در یک محیط شهری

زمین‌فناوری یا ژئوتکنیک (به انگلیسی: Geotechnics) از گرایش‌های مهندسی عمران است که با استفاده از روش‌های مهندسی و آزمایشگاهی برای کسب، تفسیر، و استفاده از مواد پوسته زمین و مواد معدنی، با هدف حل چالش‌های مهندسی، بکار می‌رود. به بیان دیگر مهندسی ژئوتکنیک به بررسی مهندسی رفتار مصالح زمین و مخاطرات محتمل در رابطه با ساخت سازه‌ها می‌پردازد؛ یعنی اطلاعات بدست آمده از این علم، در برنامه‌ریزی، اکتشاف، طراحی، ساخت و بهره‌برداری از سازه‌های مهندسی و اجرای پروژه‌های عمرانی و معدنی به‌کار رفته و ایمنی و کارایی مؤثر آنها را تضمین می‌کند. این اطلاعات دامنهٔ گسترده‌ای از داده‌ها را در زمینه‌های مکانیک خاک، مکانیک سنگ، منابع آب، لرزه‌خیزی، زمین‌شناسی مهندسی، و زیست‌محیطی شامل می‌شود. داده‌های ژئوتکنیکی اغلب از طریق اکتشافات سطحی و زیرسطحی زمین، تولید می‌شوند.
نمونه‌هایی از کاربردهای مهندسی ژئوتکنیک شامل پیش‌بینی و کمک به محاسبات اولیه و نهایی سازه، پیشگیری یا کاهش صدمات ناشی از طبیعت محل بهره‌برداری، مانند بهمن، روانگرایی خاک، زمین لغزه‌ها، لغزش صفحات سنگی، نشست زمین و همچنین شناسایی منابع قرضه هستند.
از کارل فون ترزاقی، مهندس عمران و زمین‌شناس اتریشی به عنوان پدر مکانیک خاک و پایه‌گذار مهندسی ژئوتکنیک یاد می‌شود.

## کاربرد

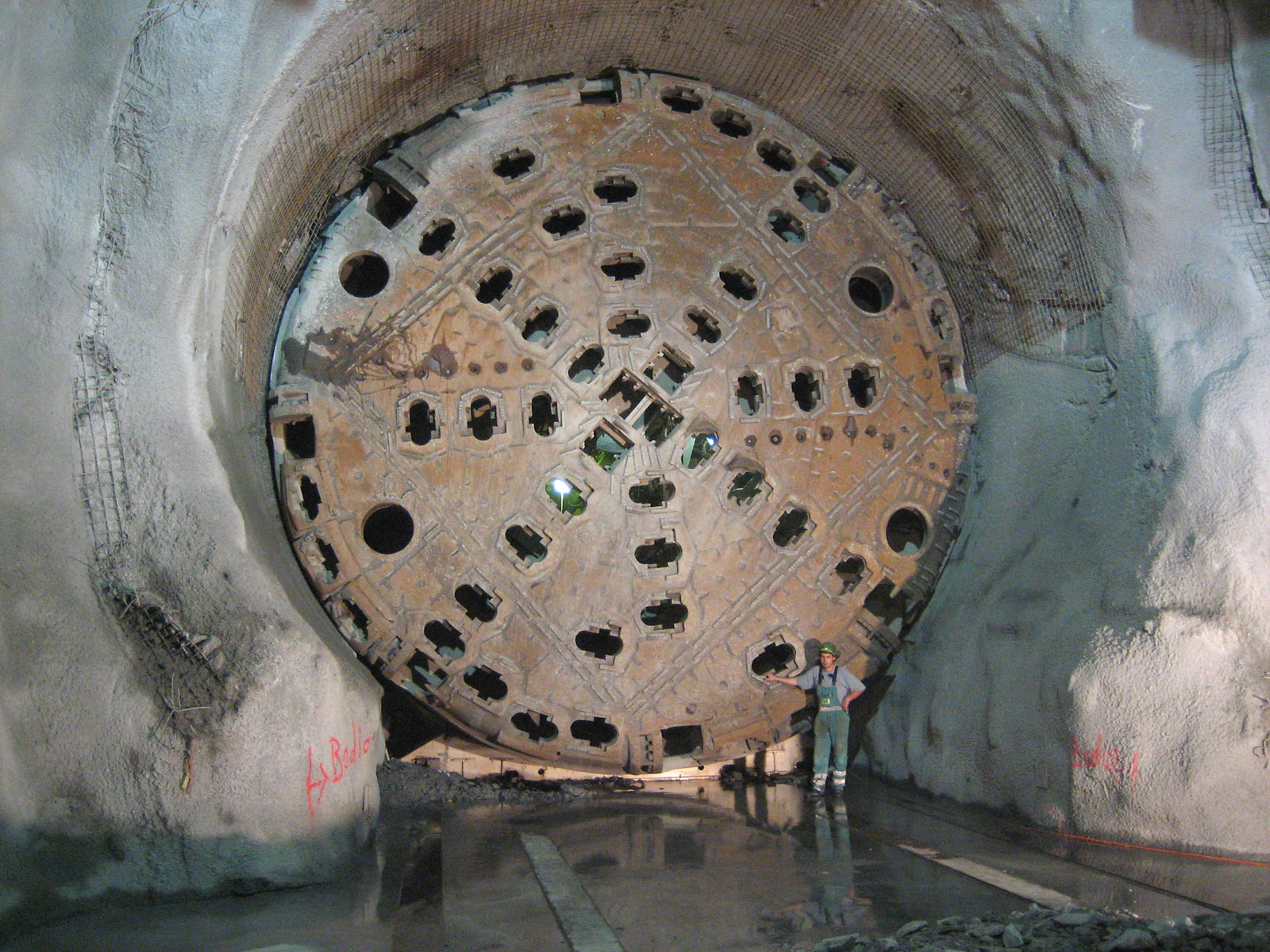
حفر تونل پایه گوتهارد با دستگاه حفاری تونل، مهندسی تونل از زیرشاخه‌های مهندسی ژئوتکنیک است.

در آغاز هر پروژه عمرانی، با برنامه‌ریزی و انجام آزمایش‌های ژئوتکنیک، ویژگی‌های فیزیکی، مکانیکی، و شیمیایی زمین ساختگاه پروژه ارزیابی شده و مخاطرات محتمل از قبیل زمین‌لرزه، زمین‌لغزش، و روانگرایی در ارتباط با پروژه مد نظر قرار می‌گیرد. سپس، انواع پی‌ها، سازه‌های نگهبان، عملیات خاکی، و روسازی‌های پروژه تحلیل و طراحی می‌شوند. رادیه، شمع، کیسون، طراحی پی، دیوار حائل و سدهای خاکی نمونه‌هایی از سازه‌های نگهبان، و احداث خاکریز، گود، تونل، کانال، مخزن، و مدفن زباله نمونه‌هایی از عملیات خاکی هستند.

## گستره‌کاربرد و زیرشاخه‌ها

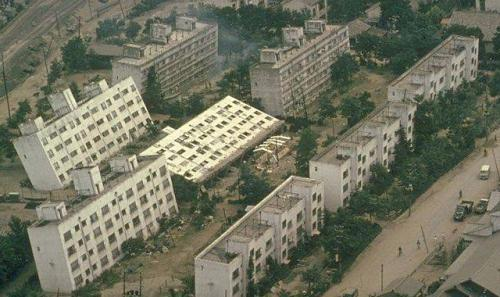
تاثیر روانگرایی خاک در زمین‌لرزهٔ ۱۹۶۴ نیگاتا بر منطقهٔ آپارتمان‌نشینی این شهر.

در کشورهای در حال توسعه مانند ایران، همسو با سیاست‌های عمرانی، پروژه‌های سدسازی بسیار مورد توجه قرار گرفته است و به همین منظور شرکت‌های پیمانکاری با مهندسین ژئوتکنیک همکاری گسترده‌ای دارند. همچنین با توجه به گسترش ساخت‌وساز، پهنه وسیعی از زمین‌هایی که قبلاً برای فعالیت‌های عمرانی به عنوان بستر مورد استفاده قرار نمی‌گرفتند امروزه با کمک علم ژئوتکنیک، بهسازی و به بستری مناسب تبدیل شده‌اند. به همین علت تقریباً در همه پروژه‌های کوچک و بزرگ عمرانی مانند ساختمان‌سازی در کلان‌شهرها به ترسیم پروفیل خاک با استفاده از گمانه‌زنی و آزمایش‌های ژئوتکنیک نیاز است. در همین راستا دانش‌آموختگان این گرایش می‌توانند در شرکت‌های مشاور، آزمایشگاه‌های مکانیک خاک و دفاتر فنی شرکت‌های پیمانکاری یا در کارهای اجرایی مشغول به کار شوند. به‌طور کلی می‌توان گفت دانش‌آموختگان این دوره زمینه فنی کافی برای کار در آزمایشگاه‌های مکانیک خاک و تحقیقات صحرائی ژئوتکنیکی، پروژه‌های سدسازی، پروژه‌های بهسازی خاک، پروژه‌های زیست‌محیطی، پایدارسازی شیروانی‌ها، دیوارهای حائل، طراحی شالوده در همه پروژه‌های عمرانی از قبیل ساختمان‌ها و آسمان‌خراش‌ها، دیوارهای ساحلی، بستر راه‌ها و بزرگراه‌ها و خطوط راه‌آهن، پروژه‌های مترو و … را دارند.
مهندسی ژئوتکنیک خود به شاخه‌های زیر تقسیم می‌شود:
| ژئوتکنیک مهندسی    | ژئوتکنیک لرزه‌ای |
| ژئوتکنیک زیست‌محیطی | ژئوتکنیک دریایی |

## در ایران

### انجمن ژئوتکنیک ایران
انجمن مکانیک خاک و مهندسی پی (ژئوتکنیک) ایران، از سال ۱۳۵۰ کار خود را آغاز کرد. این انجمن با هدف شناساندن جایگاه حرفهٔ ژئوتکنیک و کارشناسان آن به جامعه مهندسی و صنعتی و نیز ایجاد همکاری و هماهنگی، در زمینه‌های علمی، کاربردی و پژوهشی تشکیل شده و به فعالیت خود ادامه می‌دهد.

### دانشگاه‌ها
از جمله دانشگاه‌های ایران که در مقطع تحصیلات تکمیلی گرایش مهندسی ژئوتکنیک را آموزش می‌دهند می‌توان به دانشکده فنی دانشگاه تهران، دانشگاه صنعتی شریف، دانشگاه علم و صنعت ایران، دانشگاه صنعتی امیرکبیر، دانشگاه تربیت مدرس، دانشگاه صنعتی خواجه نصیرالدین طوسی، دانشگاه خوارزمی، دانشگاه صنعتی نوشیروانی بابل، دانشگاه شیراز، دانشگاه آزاد علوم و تحقیقات، و دانشگاه آزاد واحد تهران جنوب اشاره کرد.